# Chrysanthemum pacificum
Ajania pacifica hay là Chrysanthemum pacificum là một loài thực vật có hoa trong họ Cúc. Loài này được (Nakai) K.Bremer & Humphries mô tả khoa học đầu tiên năm 1993.